# Reischach
Reischach este o comună din districtul Altötting, landul Bavaria, Germania.